# Trirachys inexpectatus
Trirachys inexpectatus är en skalbaggsart som beskrevs av Holzschuh 1982. Trirachys inexpectatus ingår i släktet Trirachys och familjen långhorningar. Inga underarter finns listade i Catalogue of Life.